# 금지된 섹스, 불륜
"금지된 섹스, 불륜 "은 한국에서 제작된 이영훈 감독의 2011년 에로, 드라마 영화이다. 김재훈 등이 주연으로 출연하였다.

## 출연

### 주연
- 김재훈
- 이신애